# União São João Esporte Clube
União São João Esporte Clube, mais conhecido como União São João de Araras, é um clube brasileiro de futebol da cidade de Araras, interior do estado de São Paulo, fundado em 14 de janeiro de 1981 por  Hermínio Ometto. Suas cores são o verde que representa a cana-de-açúcar e o branco que significa o açúcar.
Tradicional equipe do interior paulista, o clube é conhecido por ter revelado o ex-jogador Roberto Carlos, lateral-esquerdo pentacampeão mundial com a Seleção Brasileira.
O União São João foi vice-campeão do Campeonato Paulista de 2002,. Após sete anos de ausência, pois o time pediu licenciamento em 2015, o clube voltou a disputar a segunda divisão do Campeonato Paulista em 2022, torneio tal qual que é equivalente ao quarto nível estadual, no qual foi campeão em 2023.. De 1981 a 1995, um Dragão foi o mascote oficial do União São João EC; mas a partir de 1995 aos dias atuais, a Arara, símbolo da cidade de Araras, é o mascote oficial do clube.

## História
O União São João foi fundado em 14 de janeiro de 1981 com o nome de Sociedade Esportiva e Recreativa União São João, para preencher a lacuna que se instalou no futebol profissional da cidade após a desativação desses departamentos nos tradicionais clubes como a AA Ararense, o Comercial FC, entre outros. Hermínio Ometto, dono da Usina São João, foi o realizador do sonho ararense de ter uma equipe que representasse bem a cidade.

### Anos 1980: Década de tristezas e alegrias
Ainda em 1981, a equipe disputou seu primeiro torneio de forma oficial: o Campeonato Paulista da Terceira Divisão (atual Série A3), onde consegue o acesso para a Série A2. No ano seguinte, o time disputou a Segunda Divisão do Campeonato Paulista (atual Série A2).
Em 1987, o União São João alcança mais uma conquista na sua história, a Segunda Divisão (atual A2), levando o clube a participar da divisão de elite, fato inédito na cidade, e a construção do seu novo estádio, o Hermínio Ometto, na zona leste da cidade. Em 1988, em sua estreia no Campeonato Paulista da Primeira Divisão acabou terminando em último lugar, mas mesmo assim continuou na elite. No segundo semestre, o clube participa pela primeira vez de um Campeonato Brasileiro: o da Série C, sagrando-se campeão ao empatar na final contra o Esportivo de Minas por 2 a 2.
Em 1989, fez sua primeira excursão ao exterior, jogando 4 partidas no Japão, onde conquistou duas vitórias e 2 empates. Empatou com o Nissan FC (atual Yokohama F. Marinos por zero a zero. Jogou duas vezes contra a Universidade Keio vencendo a primeira partida por três a zero e no segundo jogo aplicou uma goleada de sete a zero no time japônes. Empatou em um a um contra o PJM Futures Hamamatsu e goleou por cinco a um o Tokyo Gas.

### Anos 1990: O auge
Em 1991, foi inaugurada a iluminação artificial do Estádio Hermínio Ometto, na vitória contra o Palmeiras por 1 a 0. O escudo é alterado pela primeira vez onde as iniciais U. S. J. dão lugar ao nome completo União São João, com destaque para União.
No ano seguinte, o clube consegue mais um grande marco: o acesso à Série A do Campeonato Brasileiro de 1993. Ainda em 1992, pela primeira vez, o União tem um jogador convocado para Seleção Brasileira: o lateral-esquerdo Roberto Carlos, para a disputa do pré-olímpico. No ano seguinte, o jogador é vendido ao Palmeiras e, mais tarde torna-se o maior lateral-esquerdo do mundo, conquistando títulos pelo Real Madrid e Seleção Brasileira.
Em 1995 a equipe fez uma péssima campanha na Série A do Campeonato Brasileiro, sendo rebaixada para a Série B. No ano seguinte fez uma bela campanha na Série B conquistando o acesso e o título da divisão, seu título mais importante até hoje.
Em 1997, disputando a Série A é novamente rebaixado para a Série B do Campeonato Brasileiro.

#### Primeiro clube-empresa do Brasil
No final de 1993, o União São João de Araras foi comprado pelo empresários da Construção Civil, Iko Martins e José Mário Pavan para que no ano de 1994 tornasse o primeiro clube-empresa do Brasil, passando a se chamar União São João S/A, administrando o União São João Esporte Clube. Na época a receita financeira do clube era mantida com o dinheiro das rendas dos jogos, das propagandas na camisa, da cota da TV, da loteria esportiva e das placas de propaganda colocadas no Estádio Doutor Hermínio Ometto. O resultado desta iniciativa pioneira no futebol brasileiro, era permitida por conta da Lei nº 8.672, de 6 de julho de 1993 conhecida como Lei Zico em vigor na época, que facultava aos clubes de futebol transformarem-se em empresas. Em 1998, foi decretada a Lei 9.615 de 24 de março de 1998, habitualmente chamada de Lei Pelé que revogou a Lei Zico, o que era facultativo passou a ser uma obrigatório, e todos os clubes de futebol profissional do Brasil deveriam necessariamente se tornarem empresas.

Hermínio Ometto, o fundador do União São João.

#### Campeão Brasileiro por duas vezes
Poucos clubes do futebol brasileiro ostentam uma história de sucesso semelhante a do União de Araras. O grande investimento na revelação de novos jogadores e o trabalho desenvolvido com seriedade no futebol profissional mostram que o caminho escolhido pela administração do clube é dos melhores.
Dentro desta estrutura, o União de Araras alcançou a Série A1 do Futebol do Estado de São Paulo, ao conquistar o Campeonato Paulista da Série A2 em 1987. No cenário Nacional o União de Araras conquistou o Campeonato Brasileiro da Série C em 1988 e o Campeonato Brasileiro da Série B em 1996. O União disputou por quatro vezes a Principal Divisão do Futebol Brasileiro, nos anos de 1993, 1994, 1995 e 1997.

#### Série C de 1988
Dirigido pelo saudoso Zé Duarte, o União conquistou o primeiro título nacional. Foram 18 jogos, com 10 vitórias, 2 empates e 6 derrotas, 23 gols marcados e 13 sofridos, saldo positivo de 10.
| Tabela de classificação | Tabela de classificação | Tabela de classificação | Tabela de classificação | Tabela de classificação | Tabela de classificação | Tabela de classificação | Tabela de classificação | Tabela de classificação | Tabela de classificação |
| Time                    | Time                    | PG                      | J                       | V                       | E                       | D                       | GP                      | GC                      | SG                      |
| ----------------------- | ----------------------- | ----------------------- | ----------------------- | ----------------------- | ----------------------- | ----------------------- | ----------------------- | ----------------------- | ----------------------- |
| 1                       | União São João          | 33                      | 18                      | 10                      | 2                       | 6                       | 23                      | 13                      | +10                     |

#### Série B de 1996
Sob o comando de Lula Pereira e do auxiliar Luiz Carlos Cruz, o verdão venceu a segunda maior competição do país, a primeira da era Pavan. Foram 18 jogos, 9 vitórias, 4 empates e 5 derrotas, 28 gols marcados e 21 sofridos, com saldo positivo de 7.
| Tabela de classificação | Tabela de classificação | Tabela de classificação | Tabela de classificação | Tabela de classificação | Tabela de classificação | Tabela de classificação | Tabela de classificação | Tabela de classificação | Tabela de classificação |
| Time                    | Time                    | PG                      | J                       | V                       | E                       | D                       | GP                      | GC                      | SG                      |
| ----------------------- | ----------------------- | ----------------------- | ----------------------- | ----------------------- | ----------------------- | ----------------------- | ----------------------- | ----------------------- | ----------------------- |
| 1                       | União São João          | 31                      | 18                      | 9                       | 4                       | 5                       | 28                      | 21                      | +7                      |

### Anos 2000: Década de poucas felicidades
No ano de 2002, os clubes Paulista Futebol Clube, Portuguesa,São Caetano, Corinthians,Palmeiras,São Paulo, Santos, Guarani e Ponte Preta, ficaram de fora da primeira divisão do campeonato paulista, por estarem disputando o Torneio Rio-São Paulo de 2002. Sendo assim abriu-se vagas para o times do interior competirem o Campeonato Paulista de 2002, disputado somente por equipes do interior. Com 12 clubes disputaram o campeonato que era de pontos corridos, turno e returno;o União São João fez uma ótima campanha e chegou até a última rodada podendo ser campeão. 

Na última rodada, Rio Branco, Juventus, Ituano e o União São João,podiam ser campeões,porém dependiam de algumas combinações de resultados. O Juventus precisava vencer a Inter em Limeira e torcer por derrota dos outros três, tirando ainda uma diferença de oito gols em relação ao líder. O Rio Branco, por sua vez, além de vencer o União Barbarense em casa, teria de torcer contra os dois times à sua frente e livrar uma diferença de apenas dois gols. O Rio Branco venceu a partida por dois a um, o Juventus ganhou por três a dois, não superando o saldo gols necessário e enquanto isso, o União São João venceu o Matonense por dois a um e o time do Ituano precisava somente de um único gol que  foi feio pelo jogador Silvinho aos 40 minutos do segundo tempo. Sendo assim o União perdeu o título para o Ituano, ficando com o vice-campeonato.
Em 2003, depois de escapar do rebaixamento no Paulistão, o União termina o Brasileirão da Série B em último lugar e é rebaixado para a Série C.
Em 2004, na disputa do Paulistão, o União protagoniza algo inusitado: mesmo terminando o campeonato com apenas 1 ponto ganho, o time não é rebaixado para a Série A2, pois o Oeste de Itápolis foi punido com a perda de 12 pontos por escalação de jogadores irregulares.
Em 2005, depois de 18 anos na elite paulista o União é rebaixado para a Série A2.
Em 2006, chegou a Segunda Fase da Série A2, mas não conquistou o acesso, fato esse que se repetiu em 2007, 2008 e 2009.

### Anos 2010: A década de choros para o Ararense
Em 2010, assim como nos anos anteriores se classificou à Segunda Fase da Série A2, mas não conquistou o acesso.
Já em 2011 a equipe nem se classifica para a próxima fase.
Em 2012, depois de 6 tentativas para subir de divisão acabou fazendo uma campanha ruim e foi rebaixado para a Série A3, divisão que não disputava há 32 anos.
Em 2013, o pior ano da vida dos unienses: a Ararinha faz uma campanha desastrosa e consegue um inédito rebaixamento à Segunda Divisão (na prática a quarta e última divisão) do Campeonato Paulista.

### 2015 - Licenciamento e fim das atividades
O União São João de Araras fechou as portas no dia 3 de fevereiro de 2015, anunciando que em meio a uma grave crise financeira nos últimos anos, com dívidas estimadas em R$15 milhões, e pediu afastamento da Segunda Divisão do Campeonato Paulista para tentar arrumar uma forma de saldar as dívidas e “colocar a casa em ordem”. 
"- É um momento de muita tristeza para todos nós. Mas não tem como o clube ficar acumulando mais dívidas. Já em 2014 foi difícil, tivemos que recorrer a alguns parceiros, com alguns jogadores emprestados, e no final não conseguimos o acesso. Na verdade, desde que caímos da A1 em 2005 não conseguimos mais subir e só acumulamos dívidas. Chega um momento que você tem que parar e pensar, porque você vai continuar devendo e é melhor parar para depois tentar começar de novo" - explicou o vice-presidente Antonio Carlos Beloto.
O União São João sequer noticiou as explicações de seus dirigentes. O clube apenas divulgou uma extensa nota oficial através de sua página no Facebook. A última partida da Ararinha foi no dia 20 de setembro de 2014 pela Segunda Divisão do Campeonato Paulista, contra o Pirassununguense, na qual o União perdeu por 3 x 2. A última vitória do União foi justamente contra o Pirassununguense, também pela Segunda Divisão do Campeonato Paulista no dia 30 de Agosto de 2014, na qual o time venceu por 1 x 0. Em agosto do mesmo ano, foi revelado que Roberto Carlos havia fechado uma parceria com o União São João, visando ressuscitar o departamento de futebol da sua primeira equipe, coisa que não se concretizou.

### 2022- Retorno às Atividades
Em agosto de 2021, o União São João anunciou uma parceria inédita com a Prefeitura de Araras para a criação do programa Esporte para Todos, e sendo patrocinado por diversas lojas, como a rede de supermercados Savegnago, a empresa Engetubo, a Rede Atacadista Spani entre outros grandes patrocinadores, e anunciou o retorno de suas atividades, após 6 anos inativo. O clube anunciou o retorno no campeonato Paulista Sub-15 e Sub-17, e prometeu subir rapidamente. A parceria com a prefeitura consiste na utilização do Estádio Doutor Hermínio Ometto, para ações sociais relacionados ao fomento ao esporte, com a prática de diferentes modalidades no local.
“O estádio Hermínio Ometto, casa do verdão de Araras, conta uma estrutura difícil de encontrar em outras cidades da região, com campos de futebol, pistas de atletismo, quadras de areia, entre outros espaços que utilizaremos para a prática esportiva e também para realização de eventos que visam o fomento do esporte em nossa cidade, principalmente na vida de crianças e jovens”, comentou o secretário de Esportes, Douglas Marcucci.

"A parceria visa o fomento ao esporte e também um melhor aproveitamento desse espaço, que é tão importante para a história de Araras. Mais do que isso, é uma forma de oferecer novas oportunidades e possibilidades para nossas crianças e jovens, por meio desse instrumento tão importante de educação, disciplina e dedicação. O esporte muda vidas, acreditamos nisso e lutaremos para que realmente seja uma possibilidade em nossa cidade”, finalizou Douglas.
“Essa parceria e o anúncio do retorno das atividades desse clube tão importante para nossa cidade marcam momento histórico em nossas vidas. O esporte é uma das ferramentas mais importantes de inclusão social, pois além de desenvolver o físico e saúde de seus praticantes, também tem papel fundamental na aquisição de valores importantíssimos para harmonia social e precisa ser valorizado. Contribuir para o retorno das atividades efetivas do União São João de Araras e de uma nova história de glórias é um grande sonho sendo realizado”, explicou o prefeito de Araras, Pedrinho Eliseu.
Em 16 de setembro de 2023, avança para a final da Bezinha contra o Catanduva e conquista o acesso para a Série A3 de 2024. Em 30 de setembro de 2023, a equipe é consagrada vencedora da disputa.

#### Campeão do Campeonato Paulista de Futebol de 2023 - Segunda Divisão
Em 2023, na primeira fase da Campeonato Paulista de Futebol de 2023 - Segunda Divisão venceu 4 vezes, empatou 4 e foi derrotado apenas duas vezes dando condições de seguir para a segunda fase do torneio, ficando em terceiro lugar no Grupo C.  Na segunda fase, o União venceu 4 partidas das 6 que foram disputadas tendo um empate e uma derrota. Na segunda fase, o União São João ficou no primeiro lugar do
grupo E. Na terceira, o clube ficou no Grupo A e também ficou em primeiro havendo uma instabilidade, dos 6 jogos disputados, não perdeu nenhum, porém, venceu dois e empatou 4 jogos. O clube no chega as fases finais do campeonato.
Nas quartas de final ficou no zero a zero no jogo de ida contra o Nacional, na volta venceu por 3 a 1 jogando em casa. Repetiu o placar de 3 a 1 realizando o jogo da ida das semifinais em casa e venceu o Grêmio São Carlense, mas no jogo da volta, fora de casa, perdeu por 2 a 1. Na partida final, o União ficou no zero a zero no jogo de ida contra o Catanduva Futebol Clube; a partida foi fora de casa.. No jogo da volta, realizado no Estádio Doutor Hermínio Ometto diante de um público de 7 mil e 566 pagantes, o time da cidade de Araras venceu, o clube do município de Catanduva por dois a zero; com o gols de Toninho que recebeu de Valdivía a bola oriunda da intermediária,e de canhota, acertou o ângulo esquerdo, chutando de fora da área, fazendo o gol, sem chances para o goleiro Mandela. Na segunda etapa, o jogador Joninha foi derrubado dentro da área aos 32 minutos e o árbitro marcou pênalti para a equipe de Araras. Rodrigo, do Catanduva, foi expulso por reclamação, após receber o segundo amarelo. Valdívia foi para a cobrança e e efetuou o gol, ratificando o resultado e confirmando o título ao União São João de Araras após 27 anos sem conquistar nenhum título, a última  vez que o União São João tinha sido campeão foi no Campeonato Brasileiro de Série B de 1996.

## Títulos
| NACIONAIS | NACIONAIS                       | NACIONAIS | NACIONAIS  |
|           | Competição                      | Títulos   | Temporadas |
| --------- | ------------------------------- | --------- | ---------- |
|           | Campeonato Brasileiro - Série B | 1         | 1996       |
|           | Campeonato Brasileiro - Série C | 1         | 1988       |
| ESTADUAIS |                                 |           |            |
|           | Competição                      | Títulos   | Temporadas |
|           | Campeonato Paulista - Série A2  | 1         | 1987       |
|           | Campeonato Paulista - Série A3  | 1         | 1961*      |
|           | Campeonato Paulista - Série A4  | 1         | 2023       |

1961* título conquistado com o nome de Usina São João

### Outras conquistas
- Copa Benedito Teixeira: 1991

## Estatísticas

### Participações
|  | Participações em 2025 |

| Competição | Competição            | Temporadas | Melhor campanha     | Estreia | Última | A | R |
| São Paulo  | Campeonato Paulista   | 18         | Vice-campeão (2002) | 1988    | 2005   |   | 1 |
| São Paulo  | Série A2              | 14         | Campeão (1987)      | 1962*   | 2012   | 1 | 1 |
| São Paulo  | Série A3              | 6          | Campeão (1961*)     | 1961*   | 2025   | 1 | 1 |
| São Paulo  | Série A4              | 3          | Campeão (2023)      | 2014    | 2023   | 1 | – |
| São Paulo  | Copa Paulista         | 9          | Semifinal (2024)    | 2004    | 2025   |   |   |
| Brasil     | Campeonato Brasileiro | 4          | 12º colocado (1993) | 1993    | 1997   |   | 2 |
| Brasil     | Série B               | 9          | Campeão (1996)      | 1989    | 2003   | 2 | 1 |
| Brasil     | Série C               | 3          | Campeão (1988)      | 1988    | 2005   | 1 | – |

### Últimas 10 Temporadas
Legenda:
| Campeão Vice-campeão Eliminado nas semifinais | Campeão e promovido à divisão superior Vice-campeão e/ou promovido à divisão superior Rebaixado à divisão inferior | Classificado à fase de grupos da Copa Libertadores Classificado à fase preliminar da Copa Libertadores Classificado à Copa Sul-Americana Campeão do Campeonato do Interior |

## Patrimônio

### Estádios

#### Engenho Grande
O estádio já ganhou 2 títulos com o União todos em 1 ano e meio que o estádio foi fechado.
Inaugurado em 1959, o estádio Engenho Grande serviu de palco para a Usina São João, time que deu origem anos depois ao União São João de Araras. A praça de esportes, por sinal, ficava no interior da própria usina, de propriedade da família Ometto. Na primeira vez que a bola rolou por lá, o time da casa foi goleado pelo Palmeiras por 6 a 0 em amistoso. Na última vez que recebeu uma partida oficial, em 1988, o União empatou com o Esportivo de Passos em 2 a 2 pelo Campeonato Brasileiro da Série C e garantiu o acesso para a Série B. Desde então, o time manda seus jogos no estádio Herminião. A equipe tem boas lembranças do Engenho Grande pois, foi campeão 2 vezes aqui. O estádio atualmente está desativado.

#### Estádio Doutor Hermínio Ometto
Inaugurado em 1988, o Herminião foi inaugurado com o empate por 1 a 1 contra o Botafogo-SP, em jogo válido pelo Campeonato Paulista daquele ano. O primeiro gol do novo estádio foi marcado pelo ponta-esquerda Celso Luiz, do União.
O estádio tem 130.000m² e capacidade para 16 mil pessoas. Como o estádio vem ficando velho, o União São João decidiu fazer outro estádio. Daqui alguns anos, o projeto da Araras Arena começará e dará descanso ao velho Herminião.

### Centro de Treinamentos
Foi inaugurado em 1991, anexo ao Herminião. Atualmente, tem 3 campos em uma área de 41.000 m².

### Fábrica de Talentos
A principal missão do Departamento de Futebol do União de Araras é descobrir novos talentos. Diariamente, garotos de todo o Brasil são avaliados, em testes que resultam na aquisição de jovens jogadores.
Além disso o clube possui uma rede de observadores espalhados pelo Brasil e que tem a função de indicar jovens promessas.

## Patrocinadores
| Ano       | Patrocinador        |
| ?-1993    | Mobil               |
| 1994-1995 | Bliss               |
| 1996-1998 | Eprotel             |
| 1998      | Rivera              |
| 1999      | YPF                 |
| 2000      | Rivera              |
| 2001      | Vaporetto           |
| 2003      | Diathekê            |
| 2006-     | Rivera              |
| 2009-2012 | Lupo                |
| ?-2012    | Duraface            |
| ?-2012    | Nestlé              |
| 2012      | Armarinhos Fernando |
| 2012      | ALTEC               |
| 2012      | Bioleve             |
| 2011-     | Nescau              |
| 2013-     | Malli               |

| Período           | Fornecedor   |
| ----------------- | ------------ |
| 2006 - atualmente | Rivera       |
| 2003              | Diathekê     |
| 2001              | Vaporetto    |
| 2000              | Rivera       |
| 1999              | YPF          |
| 1998              | Rivera       |
| 1996 - 1998       | Eprotel      |
| 1994 - 1995       | Bliss        |
| 1990 - 1993       | Mobil        |
| 1989              | Sopro Divino |
| 1986 - 1988       | Mobil        |

## Fornecedores
| Ano       | Fornecedores         |
| ?-        | Lotto                |
| ?-?       | Le Coq Sportif       |
| ?-?       | [[UhlsportUhlsport]] |
| ?-2012    | Geração Sport        |
| 2013–2019 | Aktion               |

## Técnicos
Técnicos interinos.
- Em negrito, os técnicos já falecidos.

| Nome                 | Período   |
| -------------------- | --------- |
| Walter Daltro        | 1981-1982 |
| Nogueira             | 1982-1983 |
| Adailton Ladeira     | 1983-1985 |
| Nogueira             | 1985      |
| Dalmo Gaspar         | 1985      |
| Adaílton Ladeira     | 1986      |
| João Magoga          | 1986-1988 |
| Urubatão Calvo Nunes | 1988      |
| Zé Duarte            | 1988-1989 |
| Adaílton Ladeira     | 1988-1990 |
| Palhinha             | 1991      |
| José Luiz Carbone    | 1991-1993 |
| Jair Picerni         | 1992-1994 |
| Geninho              | 1994      |
| Marinho Peres        | 1995      |
| Jair Picerni         | 1995      |
| Serginho Chulapa     | 1995      |
| Lula Pereira         | 1995      |
| Play Freitas         | 1995-1996 |
| Marinho Peres        | 1996      |
| Lula Pereira         | 1996-1997 |
| Privati              | 1997      |
| Márcio Rossini       | 1997      |
| Jair Picerni         | 1998      |
| Privati              | 1998      |
| Moisés Andrade       | 1998      |
| Cassiá               | 1998      |
| Pardal               | 1999      |
| Ernesto Paulo        | 1999      |
| Zé Rubens            | 1999      |
| Heron Ferreira       | 2000      |
| Paulo Comelli        | 2000      |
| Márcio Rossini       | 2001      |
| Heron Ferreira       | 2001      |
| Cláudio Garcia       | 2001      |
| Celinho              | 2001      |
| Play Freitas         | 2001-2002 |
| Ferreirão            | 2002      |
| Paulo Roberto Santos | 2003      |
| Arnaldo Lira         | 2003      |
| Roberto Cavalo       | 2003      |
| Play Freitas         | 2004      |
| Zé Rubens            | 2004      |
| Arnaldo Lira         | 2004-2005 |
| Ferreirão            | 2005      |
| Celso Teixeira       | 2004-2005 |
| Gilmar da Costa      | 2006      |
| Toninho Cobra        | 2006      |
| Play Freitas         | 2006      |
| Edson Vieira         | 2006-2007 |
| Silvio Garlizoni     | 2007      |
| Márcio Ribeiro       | 2007      |
| Wanderley Paiva      | 2007      |
| Toninho Cobra        | 2007      |
| Sílvio Garlizoni     | 2007      |
| Varlei de Carvalho   | 2007      |
| Ferreirão            | 2007-2008 |
| Márcio Ribeiro       | 2008      |
| João Martins         | 2008      |
| Edson Vieira         | 2008      |
| Play Freitas         | 2008      |
| Jorge Saran          | 2009      |
| Play Freitas         | 2009      |
| Edson Vieira         | 2009      |
| Cláudio Girotti      | 2009      |
| Ferreirão            | 2010      |
| Flavinho             | 2010      |
| Silvio Garlizoni     | 2010      |
| Flavinho             | 2010      |
| José Carlos Grandini | 2010      |
| Ferreirão            | 2011      |
| José Carlos Grandini | 2011      |
| Márcio Ribeiro       | 2012      |
| Jair Picerni         | 2012      |
| Paulinho McLaren     | 2012      |
| Marquinhos Costa     | 2012      |
| Marquinhos Costa     | 2012-2013 |
| Marcelo Dias         | 2013      |
| Celinho              | 2014      |
| Rafael Guanaes       | 2014      |
| Paulinho McLaren     | 2014      |

##### Outras Personalidades
- Nenê Belarmino (Auxiliar-Técnico - 2005)

## Capitães
| Jogador            | Anos      |
| ------------------ | --------- |
| ???                | 1981      |
| Sílvio Garlizoni   | 1982      |
| ???                | 1983-1985 |
| Marinho            | 1986      |
| Cavalcanti         | 1987      |
| ???                | 1988      |
| Fonseca            | 1989-1991 |
| Alexandre          | 1992      |
| Vinícius           | 1993      |
| ???                | 1994-1995 |
| Lica               | 1996      |
| Paulo César        | 1997      |
| Adinam             | 1998      |
| ???                | 1999      |
| Ariomar            | 2000      |
| Andrei Frascarelli | 2001      |
| Pintado            | 2002      |
| ???                | 2003-2005 |
| Romildo            | 2006      |
| ???                | 2007      |
| Marcos Basílio     | 2008      |
| Carlos Carioca     | 2009      |
| Não identificado   | 2010      |
| ???                | 2011      |
| Renatinho          | 2012      |
| Carlos Carioca     | 2013      |

## Artilharia
Atualizado em 1 de Junho de 2013
| Temporada 2013 |      |
| Jogador        | Gols |
| -------------- | ---- |
| Osmar          | 6    |
| Joãozinho      | 4    |
| Bismaque       | 4    |
| Sorin          | 2    |
| Lucas Louzã    | 1    |
| Radsley        | 1    |

| Temporada 2012 |      |
| Jogador        | Gols |
| -------------- | ---- |
| Thauan         | 7    |
| Willian Goiano | 2    |
| Rodrigo        | 2    |
| Wellington     | 2    |
| Ruan           | 2    |
| Caio           | 1    |
| Rincón         | 1    |
| Lucas Louzã    | 1    |
| Matheus Souto  | 3    |
| Rafael         | 1    |
| Dweh           | 1    |
| Batista        | 1    |

| Temporada 2011 |      |
| Jogador        | Gols |
| -------------- | ---- |
| Junai          | 7    |
| Edu Sales      | 5    |
| Henrique       | 4    |
| Fubá           | 3    |
| Osmar          | 2    |
| Diguinho       | 2    |
| Saulo          | 1    |
| Edimar         | 1    |
| Gauchinho      | 1    |
| Dario          | 1    |
| Lucas Louzã    | 1    |
| Paiva          | 1    |
| Rafael         | 1    |
| Galiardo       | 1    |

| Temporada 2010   |      |
| Jogador          | Gols |
| ---------------- | ---- |
| Junai            | 9    |
| Roberto Santos   | 9    |
| Henrique         | 6    |
| Paraíba          | 5    |
| Robinson         | 4    |
| Rafael           | 3    |
| Naldo            | 2    |
| Alexandre        | 2    |
| Dijair           | 2    |
| Renato           | 2    |
| Lelo             | 1    |
| Batata           | 1    |
| Toninho          | 1    |
| Cambará          | 1    |
| Marcelo          | 1    |
| Léo Costa        | 1    |
| Fábio Santos     | 1    |
| Evandro Paulista | 1    |
| Uanderson        | 1    |
| Bruno Iotti      | 1    |
| Nunes            | 1    |
| Lucas Jacobassi  | 1    |
| Régis            | 1    |
| Luciano Castán   | 1    |
| Sorin            | 1    |
| Kássio Maranhão  | 1    |

### Treinadores que conquistaram títulos
| Treinador    | Ano  | Campeonato                          |
| ------------ | ---- | ----------------------------------- |
| Zé Duarte    | 1988 | Série C                             |
| João Magoga  | 1987 | Paulista A2                         |
| ???          | 1991 | Copa Benedito Teixeira              |
| Lula Pereira | 1996 | Série B                             |
| Lula Pereira | 1997 | Paulista do Interior                |
| João Batista | 2023 | Campeonato Paulista Segunda Divisão |

## Dados Históricos
- Flamengo 0 x 0  União São João[quando?][onde?][carece de fontes?]
- União São João 3 x 0  Internacional[quando?][onde?][carece de fontes?]
- União São João 4 x 3  São Paulo
- Botafogo 1 x 1  União São João[quando?][onde?][carece de fontes?]
- União São João 1 x 0  Fluminense[quando?][onde?][carece de fontes?]
- União São João 3 x 0  Corinthians[quando?][onde?][carece de fontes?]
- União São João 4 x 2  Palmeiras[quando?][onde?][carece de fontes?]
- Cruzeiro 0 x 1  União São João[quando?][onde?][carece de fontes?]
- União São João 3 x 1  Atlético Mineiro[quando?][onde?][carece de fontes?]
- Ceará 0 x 1  União São João[quando?][onde?][carece de fontes?]

###### Confrontos Internacionais
Em 1989, o União fez sua primeira excursão ao exterior, jogando 4 partidas no Japão (2 vitórias e 2 empates).
| Japão    | Japão                                     | Japão                | Japão             |
|          | Confronto                                 | Data                 | Ocasião           |
|          | Nissan 0 x 0 União São João               | 3/8/1989             | Amistoso (Japão)  |
|          | Universidade de Keio 0 x 3 União São João | 5/8/1989             | Amistoso (Japão)  |
|          | PJM Hamamatsu 1 x 1 União São João        | 9/8/1989             | Amistoso (Japão)  |
|          | Universidade de Keio 0 x 7 União São João | 11/8/1989            | Amistoso (Japão)  |
|          | Tokyo Gas 1 x 5 União São João            | 12/8/1989            | Amistoso (Japão)  |
| México   | México                                    | México               | México            |
|          | Confronto                                 | Data                 | Ocasião           |
|          | União São João 0 x 0 Universidad          | 18 de agosto de 1990 | Amistoso (Brasil) |
| Turquia  | Turquia                                   | Turquia              | Turquia           |
|          | Confronto                                 | Data                 | Ocasião           |
| -------- | ----------------------------------------- | -------------------- | ----------------- |
|          | União São João 1 x 4 Fenerbahçe           | 18 de julho de 1995  | Amistoso (Brasil) |
| Peru     |                                           |                      |                   |
|          | Confronto                                 | Data                 | Ocasião           |
|          | União São João 1 x 1 Sporting Cristal     | 28/1/2003            | Amistoso (Brasil) |
| Portugal |                                           |                      |                   |
|          | Confronto                                 | Data                 | Ocasião           |
|          | União São João 1 x 2 Estoril Praia        | 2010                 | Amistoso (Brasil) |

## Marketing

### Rádio Web União
Lançado oficialmente no dia 27 de janeiro de 2013, a Rádio web União transmitirá todos os jogos do verdão, além de ter Galeria de Fotos, Classificação e Tabela da A3.

#### Equipe
| Profissional    | Função       |
| --------------- | ------------ |
| Digão Bianchi   | Narrador     |
| Rafael Zaniboni | Comentarista |
| Fernando Beloto | Comentarista |

DCAM
Todos os jogos do Verdão de Araras foram sempre gravados em vídeo e todo acervo está disponível no DCAM (Departamento de Comunicação, Assessoria E Marketing) do clube, que até 2006 apenas gravava os jogos para fins restritos como arquivo e apresentação de atletas.
Mas, a partir do ano de 2006 - coordenado por Wilson Danilo de Lima, que foi quem deu abertura para que novas mídias fossem introduzidas no cotidiano do clube - a relação com a imprensa e a torcida passou a ser mais próxima e rápida, o que aumentou ainda mais a exposição do clube de Araras na mídia.

## Jogadores e Treinadores Notáveis

### Jogadores

#### Elenco
Legenda:Gefferson Goulart
- : Prata da Casa
- : Grande Ídolo
- : Maior Artilheiro
- : Já defendeu a Amarelinha
- Itálico: Jogador Falecido

### Treinadores
- Jair Picerni
- Lula Pereira
- Luiz Carlos Ferreira
- Márcio Ribeiro
- Geninho
- Zé Duarte
- Arnaldo Lira

## Torcida
No jogo União São João x São Bento, no dia 8 de março de 2008, a torcida foi pela primeira vez ao estádio apoiar o União. O presidente do clube, José Mário Pavan, gostou da ideia e ainda deixou sua opinião. "Geralmente, as torcidas nascem na mesa de bar, e podemos ver as consequências no noticiário policial. Essa nova Torcida vem resgatar a ideia original da Torcida Organizada: um grupo de pessoas movidas pela paixão ao time com objetivo principal de dar apoio nos jogos", diz.

## Jogadores do União que defenderam aSeleção Brasileira
- Velloso
- Fabrício
- Léo
- Roberto Carlos
- Borges
- Henrique (Sub-20)
- Andrei (Sub-20 e Sub-17)

## Ranking da CBF
Ranking criado pela CBF para pontuar clubes do país.
- Posição: 62°
- Pontos: 267 pts.